# Harii
De Harii waren een Germaanse stam die rond de 1e eeuw met een groot aantal verwante stammen in het huidige Midden-Duitsland verbleef. Alles wat van hen bekend is, komt uit de Germania van Tacitus.
Hij schrijft onder andere dat de Harii tot een van de machtigste stammen van hun streek werden beschouwd. Iets meer aandacht besteedt hij aan de vechtstijl van de Harii. Ze maakten hun schild en lichaam zwart en vochten bij voorkeur bij donkere nacht. Dit alles om hun tegenstanders te imponeren, want aldus Tacitus: “Het eerst in elke strijd worden de ogen overwonnen”. Waarmee hij bedoelde dat het belangrijk was de vijand voor de strijd al te imponeren.

## Germania
Tacitus schrijft in Germania:

Wat betreft de Harii, nog afgezien van hun kracht die de andere stammen die ik zojuist heb opgesomd overtreft, zij geven door vaardigheid en timing gehoor aan hun aangeboren wreedheid: met zwarte schilden en geschilderde lichamen kiezen zij donkere nachten om te vechten, en door middel van de terreur en schaduw van een spookachtig leger veroorzaken zij paniek, want geen vijand kan een zo onverwacht en hels aanzicht verdragen; in iedere strijd zijn het de ogen die het eerst worden veroverd.

## Theorieën
Volgens John Lindow, Andy Orchard en Rudolf Simek worden vaak verbanden gelegd tussen de Harii en de Einherjar uit de Noordse mythologie; de gevallen krijgers die naar Walhalla zijn gegaan, in dienst staan van de god Wodan en zich voorbereiden voor Ragnarök. Lindow zegt over de theoretische connectie tussen de Harii en de Einherjar, "veel geleerden denken dat de basis van de mythe ligt in een oude Wodancultus, die zich richt op jonge krijgers die een ecstatische relatie aangaan met Wodan, en dat de naam Harii etymologisch verband houdt met -herjar onderdeel van einherjar. Simek zegt dat, omdat de connectie zo wijdverbreid is geworden, "men ertoe neigt deze duidelijk levende dodenlegers te interpreteren als religieus gemotiveerde banden van krijgers, die leidden tot de formatie van het concept einherjar alsook de Wilde Jacht".